# 데이빗 릴

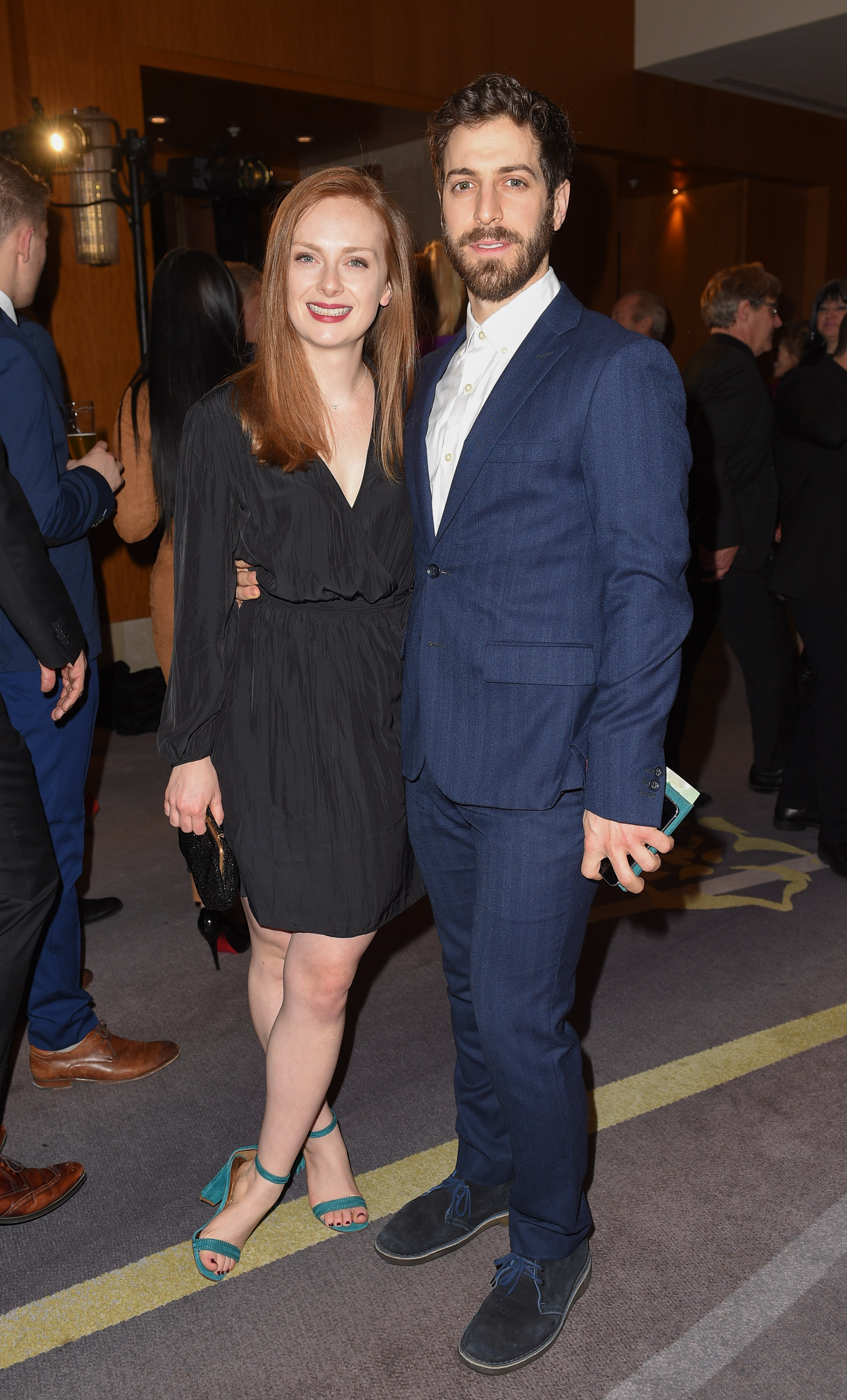

데이비드 리앨(David Reale, 1984년 12월 19일 ~ )은 캐나다의 배우, 영화배우, 텔레비전 배우이다.
캐나다에서 태어났다.

## 영화
- 조지타운 (2018년)
- 은밀한 유혹: 내가 잠든 동안에 (2014년) - 파비안 역
- 레드: 웨어울프 헌터 (2010년) - 제이크 설리반 역
- 클로이 (2009년) - 소년 역
- 원위크 (2008년)
- 트루 컨페션스 (2002년)
- 탑 블레이드 더 무비 (2002년)
- 우정의 스트라이크 (2000년)
- 퀴어 애즈 포크 (2000년)
- 수지의 환상여행 (1999년)